# 말보로녹색도마뱀붙이
말보로녹색도마뱀붙이(Naultinus manukanus)는 말보로 그린 게코(Marlborough green gecko), 마누카 게코(manuka gecko) 라고도 불리며, 뉴질랜드에 토착(en:Endemism)하는 도마뱀붙이류의 작은 종이다. 최대 길이 70mm까지 자라며, 피부는 초록색 바탕에 몇몇 개체들은 금색 무늬를 띈다. 밑부분은 암컷은 밝은 녹색, 수컷은 은색이다. 모식표본은 뉴질랜드 테 파파 통가레와 박물관의 수집본에 들어있다.

## 보존 상태
12년에 보존부(:en:Department of Conservation (New Zealand))에서 오클랜드녹색을 뉴질랜드멸종위기분류체계(:en:New Zealand Threat Classification System)의 '위험(At Risk)'에 분류하였다. 보존부는 이 녀석들이 감소가 점점 심해지거나 감소가 예상된다는 '위험' 위협 상태 기준을 충족시킨다고 판단하였다. 이 도마뱀붙이류는 '(Conservation Dependent)'으로도 간주된다.

## 같이 보기
- 뉴질랜드의 도마뱀붙이류의 목록(영어판)